# Bromek etydyny
Bromek etydyny (ang. Ethidium bromide), nazwa systematyczna: bromek 3,8-diamino-N-etylo-6-fenylo-fenantrydyny) – organiczny związek chemiczny, interkalujący w DNA często używany w laboratoriach biologii molekularnej w technikach takich, jak elektroforeza żelowa DNA oraz ultrawirowaniu w gradiencie chlorku cezu (CsCl). Pod wpływem promieniowania UV fluoryzuje w kolorze różowo-pomarańczowym. Intensywność fluorescencji wzrasta ok. 20 razy po przyłączeniu do DNA pozwalając tym samym na obrazowanie prążków DNA w żelu oraz warstw DNA w ultrawirowaniu w gradiencie CsCl. Bromek etydyny wykazuje również powinowactwo do form jednoniciowych (takich jak RNA czy ssDNA), jest ono jednak dużo słabsze.
Bardzo silny mutagen, prawdopodobnie także karcynogen i teratogen – właściwość ta wynika z pomyłki polimeraz, które podczas replikacji DNA w miejscu interkalacji  wstawia dodatkowy nukleotyd, co owocuje przesunięciem ramki odczytu. Powoduje mutacje typu krótkich insercji lub delecji podczas replikacji DNA.